# Солт, Уолдо
Уо́лдо Ми́ллер Солт (англ. Waldo Miller Salt; 18 октября 1914 — 7 марта 1987) — американский сценарист. Лауреат двух премий «Оскар» за работу над фильмами «Полуночный ковбой» (1969) и «Возвращение домой» (1978).

## Личная жизнь
Солт родился в Чикаго, штат Иллинойс, в семье Уинифред Солт (урождённой Портер) и Уильяма Хаслема Солта. В 1934 году он окончил Стэнфордский университет.
Солт был трижды женат и дважды разведён. У него есть две дочери, Дженнифер и Дебора, от первого брака с актрисой Мэри Дэвенпорт. Он также был женат на Глэдис Шварц, и позже женился на писательнице Ив Мерриам, с которой прожил до своей смерти.

## Карьера
За свою карьеру Солт приложил руку к написанию более чем 20 сценариев, в том числе «Невеста была в красном» (1937), «Банальный ангел» (1938), «Филадельфийская история» (1940), «Рэйчел и незнакомец» и «М» (1951). Будучи коммунистом, он подвергся преследованию комиссии по расследованию антиамериканской деятельности и в 1951 году был включён в «Чёрный список». Солт продолжал работать на телевидении, используя различные псевдонимы (Артур Берсток, Мел Дэвенпорт, М. Л. Дэвенпорт), однако вернуться к полноценной сценарной деятельности смог лишь в 1960-х годах.
Солт написал сценарий к драме «Полуночный ковбой» (1969) режиссёра Джона Шлезингера, за которую выиграл премии «Оскар», BAFTA и Гильдии сценаристов США, а также был номинирован на «Золотой глобус». Он получил вторую номинацию на «Оскар», а также выиграл вторую награду Гильдии сценаристов США за адаптацию биографии полицейского Фрэнка Серпико, чья история легла в основу фильма Сидни Люмета «Серпико». Свою вторую премию «Оскар» Солт выиграл за оригинальный сценарий к фильму «Возвращение домой».

## Смерть
Солт скончался 7 марта 1987 года от рака лёгких. Ему было 72 года.

## Фильмография

### Кино
| Год  | Русское название             | Оригинальное название                 | Примечания                         |
| ---- | ---------------------------- | ------------------------------------- | ---------------------------------- |
| 1937 | Невеста была в красном       | The Bride Wore Red                    | Не указан в титрах                 |
| 1938 | Банальный ангел              | The Shopworn Angel                    |                                    |
| 1939 | Приключения Гекльберри Финна | The Adventures of Huckleberry Finn    | Только диалоги, не указан в титрах |
| 1940 | Филадельфийская история      | The Philadelphia Story                | Не указан в титрах                 |
| 1941 | Дикари из Барнео             | The Wild Man of Borneo                |                                    |
| 1943 | Сегодня мы наступаем на Кале | Tonight We Raid Calais                |                                    |
| 1944 | Мистер Уинкл идет на войну   | Mr. Winkle Goes to War                |                                    |
| 1948 | Рэйчел и незнакомец          | Rachel and the Stranger               |                                    |
| 1950 | Огонь и стрела               | The Flame and the Arrow               |                                    |
| 1951 | М                            | M                                     |                                    |
| 1961 | Взрыв тишины                 | Blast of Silence                      |                                    |
| 1962 | Тарас Бульба                 | Taras Bulba                           |                                    |
| 1964 | Полёт из Ашийи               | Flight from Ashiya                    |                                    |
| 1964 | Неукротимый и прекрасный     | Wild and Wonderful                    |                                    |
| 1969 | Полуночный ковбой            | Midnight Cowboy                       |                                    |
| 1971 | Банда, не умевшая стрелять   | The Gang That Couldn't Shoot Straight |                                    |
| 1973 | Серпико                      | Serpico                               |                                    |
| 1975 | День саранчи                 | The Day of the Locust                 |                                    |
| 1978 | Возвращение домой            | Coming Home                           |                                    |

### Телевидение
| Год       | Русское название | Оригинальное название          | Примечания                                 |
| --------- | ---------------- | ------------------------------ | ------------------------------------------ |
| 1955      |                  | Star Stage                     | Эпизод: «In Houses I Enter»                |
| 1955—1956 |                  | Colonel March of Scotland Yard | 2 эпизода                                  |
| 1958      |                  | Swiss Family Robinson          | Телевизионный фильм                        |
| 1958      | Айвенго          | Ivanhoe                        | 4 эпизода                                  |
| 1962      | Таллахасси 7000  | Tallahassee 7000               | 2 эпизода                                  |
| 1964      | Шпионаж          | Espionage                      | Эпизод: «Never Turn Your Back on a Friend» |
| 1965      | Медсёстры        | The Nurses                     | Эпизод: «The Last Rites of a Rag Doll»     |
| 1967      | Голубая диадема  | Coronet Blue                   | Эпизод: «Tomoyo»                           |

## Награды и номинации
| Год  | Работа              | Награды и номинации |
| ---- | ------------------- | --- |
| 1948 | Рэйчел и незнакомец | Премия Гильдии сценаристов США за лучший сценарий вестерна |
| 1969 | Полуночный ковбой   | Премия «Оскар» за лучший адаптированный сценарий Премия BAFTA за лучший сценарий Премия Гильдии сценаристов США за лучший адаптированный сценарий Номинация — Премия «Золотой глобус» за лучший сценарий |
| 1973 | Серпико             | Премия Гильдии сценаристов США за лучший адаптированный сценарий Номинация — Премия «Оскар» за лучший адаптированный сценарий Номинация — Премия Эдгара Аллана По за лучший художественный фильм         |
| 1978 | Возвращение домой   | Премия «Оскар» за лучший оригинальный сценарий Премия Гильдии сценаристов США за лучший оригинальный сценарий Номинация — Премия «Золотой глобус» за лучший сценарий                                     |
| 1986 | н/д                 | Лавровая премия Гильдии сценаристов США за сценарные достижения |